# 송지혁 (배우)
송지혁(1995년 9월 12일 ~ )은 대한민국의 배우이다.

## 영화
- (2016년) 《2박 3일》 ... 박민규 역
- (2017년) 《버라이어티 리얼리티》 ...
- (2019년) 《걸캅스》 ... 해피벌룬 대학생 1 역
- (2019년) 《오늘, 우리》 ... 박민규 역
- (2021년) 《방법: 재차의》 ... 재차의 역
- (2021년) 《장르만 로맨스》 ... 예슬 남친 역
- (2021년) 《시네마테크》 ... 영화관 커플 역
- (2022년) 《외계+인 1부》 ... 지산병원/하바도심 역
- (2022년) 《늑대사냥》 ... 조두삼 역
- (2022년) 《29번째 호흡》 ... 지혁 역

## 드라마
- (2019년) (넷플릭스) 《킹덤》
- (2022년) (넷플릭스) 《지금 우리 학교는》
- (2022년) (KBS2) 《당신이 소원을 말하면》